# Soap on a Rope
Soap on a Rope è un singolo del supergruppo statunitense Chickenfoot, il secondo estratto dall'album di debutto Chickenfoot nel 2009.

## Tracce
Download digitale
1. Soap on a Rope – 5:32

## Formazione
- Sammy Hagar – voce
- Joe Satriani – chitarra
- Michael Anthony – basso, cori
- Chad Smith – batteria